# Hypotrachyna neoflavida
Hypotrachyna neoflavida är en lavart som beskrevs av Hale & López-Figueiras. Hypotrachyna neoflavida ingår i släktet Hypotrachyna och familjen Parmeliaceae.   Inga underarter finns listade i Catalogue of Life.